# Филдс, Мэри
Мэри Филдс (англ. Mary Fields, также известна как Stagecoach Mary (Мэри-Дилижанс) и Black Mary (Чёрная Мэри); 1832—1914) была первой афроамериканской женщиной-почтальоном (star route mail carrier) в США.
Она не была штатным сотрудником почтовой службы (United States Post Office Department), а числилась на контракте, самостоятельно определяя время и маршрут своей работы, также имея возможность найма другого работника. Исследователь Miantae Metcalf McConnell установил, что Мэри Филдс стала первой афроамериканской женщиной — почтовым перевозчиком в Соединенных Штатах.

## Биография
Родилась около 1832 года в округе Хикман, штат Теннесси, в рабстве. Стала свободной в 1865 году, работала в доме судьи Эдмунда Данна. Когда в 1883 году умерла жена Данна — Жозефина (в Сан-Антонио, штат Флорида), Филдс перевезла пятерых его детей к их тёте — матери Марии Амадеус, настоятельнице монастыря урсулинок в Толидо, штат Огайо.
В 1884 году мать Мария была отправлена на территорию Монтаны, чтобы основать там школу для индейских девочек в миссии Святого Петра (St. Peter’s Mission Church and Cemetery). Когда она заболела пневмонией, Филдс приехала к ней, помогая в лечении. После выздоровления Марии Мэри осталась в миссии Святого Петра и занималась различными работами: была прачкой, работала на стройке, перевозила грузы, выращивала овощи, ухаживала за птицей. Коренные американцы не любили Филдс, называя её «белой вороной», потому что она вела себя как белая женщина, но имела чёрную кожу. В 1894 году, после нескольких жалоб от местного населения, епископ приказал ей покинуть монастырь. Мать Мария помогла Мэри открыть ресторан в соседнем городке, но он разорился менее, чем через год.
В 1895 году, хотя Мэри Филдс было уже за 60 лет, она нанялась почтальоном, выиграв своеобразный конкурс: она быстрее всех соискателей должности запрягла шестёрку лошадей. Тем самым она стала второй женщиной и первой афроамериканкой, работавшей в почтовой службе США. Она ездила по своему маршруту не в дилижансе, а в повозке, с мулом по кличке Моисей, имея при себе оружие. Не пропуская ни одного рабочего дня, Филдс заслужила репутацию надёжного почтальона, что принесло ей прозвище «Дилижанс». В зимнее время, когда снег был слишком глубоким для ее лошадей, Филдс доставляла почту на снегоступах, неся мешки на плечах.
Всю жизнь проработала в городке Каскейд, штат Монтана, по двум четырёхлетним контрактам: с 1895 по 1899 и с 1899 по 1903 годы. Мэри Филдс стала уважаемым общественным служащим. Когда штат Монтана принял закон, запрещающий женщинам входить в салуны, мэр Каскейда предоставил ей освобождение от этого запрета. В 1903 году Филдс ушла из почтовой службы. В дальнейшем она работала нянькой у разных детей города и владела небольшой прачечной в собственном доме.
Филдс умерла в 1914 году в больнице Колумба (Columbus Hospital) в Грейт-Фолс и была похоронена на окраине Каскейда на кладбище Hillside Cemetery.

## Память
Мэри Филдс стала персонажем в литературе, музыке, американском драматическом телесериале в жанре вестерн «Ад на колёсах» и фильмах:
- Homesteaders (1976), актриса Эстер Ролли;
- The Cherokee Kid (1996), актриса Донн Льюис;
- Hannah’s Law (2012), актриса Кимберли Элиз;
- They Die By Dawn (2013), актриса Эрика Баду.
- The Harder They Fall (2021), актриса Зази Битц.